# Turanecio
 Turanecio  Hamzaoğlu, 2011 è un genere di piante angiosperme dicotiledoni della famiglia delle Asteraceae (sottofamiglia Asteroideae).

## Etimologia
l nome Turanecio è dedicato al fondatore della Repubblica di Turchia, Mustafa Kemal Atatürk.
Il nome scientifico del genere è stato definito dal botanico Ergin Hamzaoğlu (1967-) nella pubblicazione " Turkish Journal of Botany ; = Türk Botanik Dergisi. Ankara" ( Turkish J. Bot. 35(5): 484) del 2011.

## Descrizione

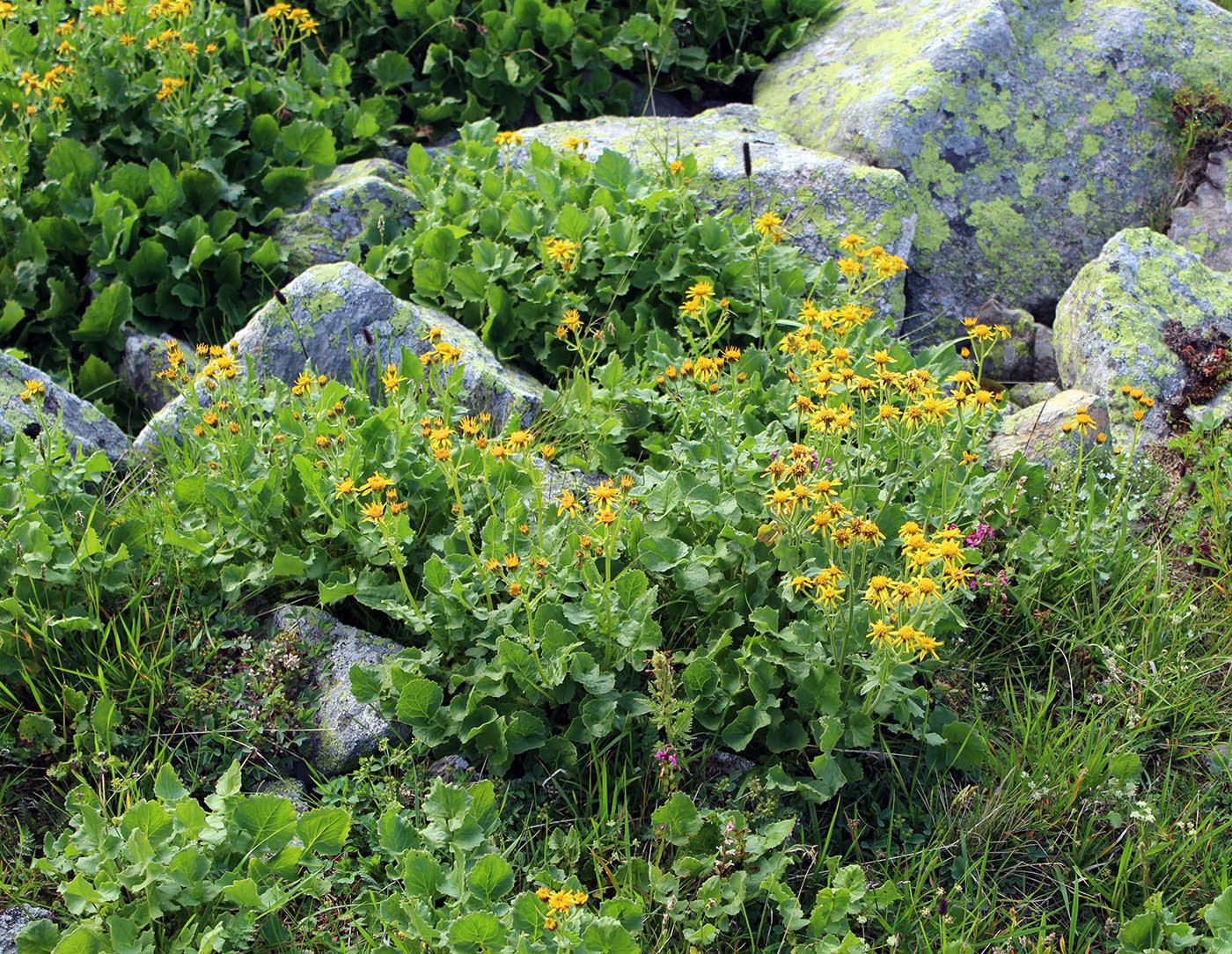
Il portamento
Turanecio taraxacifolius

Habitus. Le specie di questo genere hanno un habitus di tipo erbaceo perenne. Le superfici delle piante possono essere sia glabre che pubescenti per peli semplici o ghiandolari. Altezza massima: 10 – 100 cm.
Radici. Le radici in genere sono secondarie da rizoma e possono essere fibrose. I rizomi sono spessi.
Fusto. La parte aerea è eretta; semplice o ramosa.
Foglie. Le foglie cauline, disposte in modo alternato, sono picciolate (picciolo alato): quelle superiori sono sessili. La forma della lamina varia da intera a pennatosetta; i contorni sono da oblungo-ellittico a ovato-triangolari; i margini sono da interi a dentati o lobati; l'apice varia da ottuso ad acuto o acuto-mucronato. La superficie superiore delle foglie è glabrescente, quella inferiore è densamente fioccosa, o completamente stipitato-ghiandolare-pelosa oppure le foglie sono pubescenti su entrambe le superfici.
Infiorescenza. Le sinflorescenze sono composte da più capolini organizzati in ampie e lasse formazioni corimbose. Le infiorescenze vere e proprie sono formate da un capolino terminale peduncolato di tipo radiato o discoide. Alla base dell'involucro (la struttura principale del capolino) può essere presente (ma non sempre) un calice formato da 2 - 9 brattee fogliacee con forme da lineari a filiformi. I capolini sono formati da un involucro, con forme ampie e più o meno emisferiche, composto da diverse brattee, al cui interno un ricettacolo fa da base ai fiori di due tipi: quelli esterni del raggio e quelli più interni del disco. Le brattee, da 14 a 30 per involucro, sono disposte in modo embricato di solito su una sola serie e possono essere connate alla base. Il ricettacolo è nudo (senza pagliette a protezione della base dei fiori); la forma è convessa e a volte è alveolato. Lunghezza del peduncolo: 3 – 10 cm. Diametro dell'involucro: 7 – 22 mm.
Fiori.  I fiori (fiori del disco: da 30 a 75; fiori del raggio: 9 - 19) sono tetra-ciclici (formati cioè da 4 verticilli: calice – corolla – androceo – gineceo) e pentameri (calice e corolla formati da 5 elementi). Sono inoltre ermafroditi, più precisamente i fiori del raggio (quelli ligulati e zigomorfi) sono femminili; mentre quelli del disco centrale (tubulosi e actinomorfi) sono bisessuali o a volte funzionalmente maschili.
- Formula fiorale:

*/x K {\displaystyle \infty }, [C (5), A (5)], G 2 (infero), achenio
- Calice: i sepali del calice sono ridotti ad una coroncina di squame.
- Corolla: nella parte inferiore i petali della corolla sono saldati insieme e formano un tubo. In particolare le corolle dei fiori del disco centrale (tubulosi) terminano con delle fauci dilatate a raggiera con 4 lobi. I lobi possono avere una forma da deltoide a triangolare-ovata. Nella corolla dei fiori periferici (ligulati) il tubo si trasforma in un prolungamento da nastriforme o ligulato a filiforme o allargato, terminante più o meno con tre dentelli. Il colore delle corolle è giallo o arancio.
- Androceo: gli stami sono 5 con dei filamenti liberi. La parte basale del collare dei filamenti può essere dilatata. Le antere invece sono saldate fra di loro e formano un manicotto che circonda lo stilo. Le antere sono brevemente sagittate. La struttura delle antere è di tipo tetrasporangiato, raramente sono bisporangiate. Il tessuto endoteciale è radiale o polarizzato. Il polline è tricolporato (tipo "helianthoid").[11]
- Gineceo: lo stilo è biforcato con due stigmi nella parte apicale. Gli stigmi sono lineari con corte appendici (sono presenti delle papille nella parte inferiore). Le superfici stigmatiche sono separate o parzialmente confluenti, oppure continue.  L'ovario è infero uniloculare formato da 2 carpelli.

Frutti. I frutti sono degli acheni con pappo. La forma degli acheni varia da strettamente cilindrica a ellittico-oblunga; la superficie è percorsa da diverse coste longitudinali e può essere glabra o talvolta pubescente. Possono essere presenti delle ali o degli ispessimenti marginali. Il carpoforo è distinguibile. Il pappo, persistente e multiseriato, è formato da numerose setole snelle.

## Biologia
Impollinazione: l'impollinazione avviene tramite insetti (impollinazione entomogama tramite farfalle diurne e notturne).
Riproduzione: la fecondazione avviene fondamentalmente tramite l'impollinazione dei fiori (vedi sopra).
Dispersione: i semi (gli acheni) cadendo a terra sono successivamente dispersi soprattutto da insetti tipo formiche (disseminazione mirmecoria). In questo tipo di piante avviene anche un altro tipo di dispersione: zoocoria. Infatti gli uncini delle brattee dell'involucro (se presenti) si agganciano ai peli degli animali di passaggio disperdendo così anche su lunghe distanze i semi della pianta. Inoltre per merito del pappo il vento può trasportare i semi anche a distanza di alcuni chilometri (disseminazione anemocora).

## Distribuzione e habitat
Le specie di questo genere sono distribuite in Iran, Iraq, Anatolia e Transcaucasia.

## Tassonomia
La famiglia di appartenenza di questa voce (Asteraceae o Compositae, nomen conservandum) probabilmente originaria del Sud America, è la più numerosa del mondo vegetale, comprende oltre 23.000 specie distribuite su 1.535 generi, oppure 22.750 specie e 1.530 generi secondo altre fonti (una delle checklist più aggiornata elenca fino a 1.679 generi). La famiglia attualmente (2021) è divisa in 16 sottofamiglie; la sottofamiglia Asteroideae è una di queste e rappresenta l'evoluzione più recente di tutta la famiglia.

### Filogenesi
Il genere di questa voce appartiene alla sottotribù Senecioninae della tribù Senecioneae (una delle 21 tribù della sottofamiglia Asteroideae). In base ai dati filogenetici la sottotribù, all'interno della tribù, occupa il "core" della tribù e insieme alla sottotribù Othonninae forma un "gruppo fratello".
I seguenti caratteri sono indicativi per la sottotribù:
- il portamento è molto vario (erbe, arbusti, liane, epifite, alberelli o alberi);
- le foglie sono sia basali che cauline disposte in modo alternato;
- sono presenti capolini sia radiati, disciformi o discoidi;
- le antere sono tetrasporangiate, raramente bisporangiate.

La struttura della sottotribù è molto complessa e articolata (è la più numerosa della tribù con oltre 1.200 specie distribuite su un centinaio di generi) e al suo interno sono raccolti molti sottogruppi caratteristici le cui analisi sono ancora da completare. Le specie del genere di questa voce in precedenza erano descritte all'interno dei generi Senecio, Cineraria e Iranecio. Questo genere appartiene al “Gruppo Quadridentato” della sottotribù insieme ai generi Adenostyles, Caucasalia, Dolichorrhiza (questo genere è il più vicino a Turanecio), Iranecio e Pojarkovia, tutti caratterizzati da corolle a 4 lobi.
I caratteri distintivi per le specie del genere  Turanecio sono:
- il rizoma è ingrossato;
- le corolle terminano con 4 lobi;
- le basi delle antere sono corte e sagittate;
- i rami dello stilo hanno la superficie inferiore papillosa;
- il pappo è persistente.

### Elenco delle specie
Questo genere ha 12 specie:
- Turanecio cariensis (Boiss.) Hamzaoğlu
- Turanecio davisii  (V.A.Matthews) Hamzaoğlu
- Turanecio eriospermus  (DC.) Hamzaoğlu
- Turanecio farfarifolius  (Boiss. & Kotschy) Hamzaoğlu
- Turanecio hypochionaeus  (Boiss.) Hamzaoğlu
- Turanecio jurineifolius  (Boiss. & Balansa) Hamzaoğlu
- Turanecio kubensis  (Grossh.) Hamzaoğlu
- Turanecio lazicus  (Boiss. & Balansa) Hamzaoğlu
- Turanecio lorentii  (Hochst.) Hamzaoğlu
- Turanecio munzurdaglarensis  (Yıld.) Hamzaoğlu
- Turanecio pandurifolius  (K.Koch) Hamzaoğlu
- Turanecio taraxacifolius  (M.Bieb.) Hamzaoğlu